# Катари
Катари (стгрч. καθαροί — „чист”, повезано са катарзом, што значи „прочишћење”) или Албижани (по граду Алби у Лангдоку, данашња Француска) су били припадници хришћанског покрета који се ширио Европом од 11. до 14. века. Познати су још и као Боугрес (Бугари) или Склавини (Словени), што указује на словенско порекло њихових веровања. Сматра се да је катарско учење настало под утицајем богумилског учења са Балкана. Римска црква их је прогласила за јеретике и сурово прогонила, крајем 12. и почетком 13. века, због њихових убеђења.
Папа Иноћентије III је позвао на крсташки поход против њих, који је прерастао у четрдесетогодишњи рат против домаћег становништва Лангдока. Током овог периода масакрирано је око 500.000 лангдокшких мушкараца, жена и деце, а њихова земља је окупирана и припојена Француској. Током тог сукоба догодила се и опсада тврђаве Каркасон, након чијег је пада катарско становништво буквално голо протерано из града. Инквизиција је уведена да искорени и последње остатке катарских уверења. Последњи познати катарски префект (совршитељ) је погубљен у Лангдоку 1321. године. Катарски покрет је касније послужио као основ за црквену реформацију до које ће доћи у Европи у 16. веку.

## Историја
Катарска уверења изворно потичу од богумила са Балкана, а на запад су се проширила преко Далмације ка Италији и Француској. Многи словенски апокрифи су превођени на латински и кружили су међу катарима. Такође је присутна и одређена идејна сличност са раним павлићанима.
Први познати катар се појавио у Лимузену између 1012. и 1020. Неколико их је откривено и убијено у Тулузу 1022. Синод у Бечу (1028) и Тулузу (1056) је осудио растуће учење, а проповедници убрзо послати на терен да сузбију катарску доктрину. Катарство је ипак наставило да се шири, захваљујући путујућим трубадурима, а на данашњем југу Француске су стекли чврсто упориште под заштитом Виљема, војводе од Аквитаније (Aquitaine), бројних грофова Тулуза и знатног броја племства. Једно од упоришта налазило се у Каркасону, којим су управљали чувени Тренкавели. Лангдок је у то време била област чувена по високој култури, толеранцији и слободоумљу, у којој се говорио окситански језик. Сматра се да су катари допринели еманципацији уметности, јер су у јужној Француској трубадури створили широк спектар литерарних жанрова, док је на северу, где је катарство било слабо, поезија трубадура углавном била шаблонска, певајући славним биткама аристократије.
Катари су одбијали су да плаћају порез римској цркви и непрестано су се бунили против њене искварености. Иначе, покрет није имао центар и познато је да их је било још и у областима које су данас делови Италије, Немачке, Француске, Шпаније, па и Енглеске.

### Сабор у Сен Феликсу
Значајна година у катарској историји је 1167. када је одржан сабор у Сен Феликсу (Saint-Félix-Lauragais), на коме се одлучивало о територијалном разграничењу катарских цркви. Сабору, који представља значајну тачку у развоју европског хетеродоксног хришћанства, присуствују бројни представници катарских заједница Лангдока, Ломбардије, Француске и Каталоније, а њиме председава Отац Никита, богумилски поглавар Константинопоља.
Године 1179. одржан је Трећи латерански концил католичке цркве, на коме су јеретици ударени изопштењем и стављени у надлежност световних власти које су их дужне гонити.

### Катарски крсташки рат
Почетком 13. века црква предузима офанзиву против катара. Црква 1209. године оснива ред светог Фрање који истицањем јеванђеоског сиромаштва настоји предупредити пропаганду катара против богатства цркве. Такође потврђује ред Светог Доменика, намењен обраћању јеретика речју, инквизицијом и ломачом. Године 1215. Четврти латерански концил легализовао је нове редове и инквизицију.
Папа Иноћентије III покреће крсташки рат против катара у Лангдоку (данас јужна Француска) који пустоши цветајућу земљу од 1209. до 1229. године. Степен насиља према катарима је био екстремно велик, чак и према средњовековним стандардима. На почетку рата крсташи су побили цели један град Безијер од 10.000 становника. 15. августа 1209. крсташи су освојили Каркасон а становништву су отели сву имовину и протерали их голе из града. Услед прогона од стране крсташа, многи катари беже у Босну. Папин легат кардинал Конрад 1223. године пише да на Балкану живи њихов старешина, којег албижани сматрају својим папом, и коме долазе по савете. У то време је босанском црквом столовао дјед Растудије.
После двадесетогодишњих борби катаре је савладао Симон де Монфорт, који је пре тога (1202) суделовао у покољу Задрана. Територија Француске овим ратом постаје готово дупло већа, припајајући подручја која културно и језички била ближа Каталонији него Француској.

## Веровања
Катари су веровали да у сваком човеку постоји искра божанске светлости. Та светлост илити дух, је пала у заточеништво овоземаљске искварености, која се идентификује са материјалним светом. Свет је створило ниже божанство, попут Демијурга у старогрчкој митологији. Овај творац није „прави Бог” иако се представља као „један и једини Бог”. Катари ово ниже божанство идентификују са Сатаном. У суштини, катари су сматрали да је Бог кога римска црква обожава лажан, а да је његова црква пала у материјалну исквареност. Циљ катарске есхатологије је ослобођење ограничености и искварености материјалне егзистенције. Пут ослобођења је прво захтевао буђење из средњовековне „друштвене стварности” са њеним црквеним догмама и структурама.
Катари своје мртве нису хтели да сахрањују на црквеним гробљима, већ у природи. Cod. Bavar. Monac 327 у Минхену пише о катарима: „Они се не брину о укопу мртвих у цркву или гробље, изузевши случај да се прикрију, говорећи да је боље покопавати се на другим местима.... тако они често и уреде, да буду покопани у пољу или воћњаку”. У регенбуршком Cod. X5 из 15. века, каже се за валденезе: „Они не признају црквени покоп, него говоре и верују, да се једнако може покопавати свукуда. Они такође не верују да је гробље више свето него њива или које друго место, воћњак или која му драга земља”.

## Друштвени живот
Катарске старешине су често називали cathari (чисти) или perfecti (совршитељи), док су се остали катари углавном називали bons hommes (добри људи), bonnes femmes (добре жене) или bons chrétiens (добри крстјани). Катари нису јели месо животиња, нити јаја, млеко, сир и млечне производе. Савршених је било релативно мало у односу на остале (око пар хиљада) али они су представљали срце покрета и „праву хришћанску цркву”. Живели су у заједници добара, обучени у једноставну црну мантију, следећи пример Христа и његових апостола – посветивши живот чистоти, молитви, проповеди и милосрђу. Изнад свега, били су посвећени помагању другима да пронађу пут из мрачне земље којом је владао мрачни господар у светлост, из које су сматрали да је човечанство првобитно потекло и да ће се у њу вратити.
Жене су могле постати верске високодостојнице (perfecte) подједнако равноправно као и мушкарци. Према неким проценама, бројчани однос између катарских совршитеља и совршитељки је био три према један. Катарке су прве оснивале милосрдна удружења, која сусрећемо у средњовековним градовима доста касније. Жан Жирар (Jean Guiraud) описује њихове школе, болнице и радионе за сиромашне жене.